# Anisodes
Genre
Synonymes
- Conchocometa Warren, 1895
- Crypsiplocia Warren, 1902
- Dizuga Warren, 1896
- Emmesura Warren, 1898
- Eremocentra Warren, 1903
- Mesotrophe Hampson, 1893
- Pachythalia Warren, 1897
- Perixera Meyrick, 1886
- Phrissosceles Warren, 1896
- Pisoraca Walker, 1862
- Platisodes Warren, 1896
- Plocucha Warren, 1896
- Prostenodes Warren, 1903
- Stibarostoma Warren, 1896
- Streptopteron Swinhoe, 1892
- Trirachopoda Hampson, 1893
- Xenoprora Warren, 1897
- Zeugma Walker, 1862

Anisodes est un genre – discuté – de lépidoptères (papillons) de la famille des Geometridae.

## Liste d'espèces
- Anisodes absconditaria Walker, [1863]
- Anisodes ampligutta (Warren, 1896)
- Anisodes argyromma (Warren, 1896)
- Anisodes bitactata (Walker, 1862)
- Anisodes comosa (Warren, 1903)
- Anisodes compacta (Warren, 1898)
- Anisodes flavirubra (Warren, 1896)
- Anisodes flavispila (Warren, 1896)
- Anisodes frenaria Guenée, 1857
- Anisodes griseata (Warren, 1896)
- Anisodes irregularis (Warren, 1896)
- Anisodes jocosa (Warren, 1896)
- Anisodes lechriostropha Turner, 1941
- Anisodes leptopasta Turner, 1908
- Anisodes longidiscata (Warren, 1904)
- Anisodes maximaria Guenée, 1857
- Anisodes minorata (Warren, 1897)
- Anisodes monetaria Guenée, 1857
- Anisodes niveopuncta (Warren, 1897)
- Anisodes obliviaria Walker, 1861
- Anisodes obstataria (Walker, 1861)
- Anisodes parallela (Warren, 1897)
- Anisodes penumbrata (Warren, 1895)
- Anisodes perpunctulata Prout, 1938
- Anisodes porphyropis (Meyrick, 1888)
- Anisodes posticamplum (Swinhoe, 1892)
- Anisodes praetermissa (Bastelberger, 1908)
- Anisodes prionodes (Meyrick, 1886)
- Anisodes pulvinaris (Warren, 1902)
- Anisodes punctata (Warren, 1897)
- Anisodes rhodobapta Turner, 1941
- Anisodes rotundata (Warren, 1897)
- Anisodes sabulosa (Warren, 1895)
- Anisodes sciota Turner, 1908
- Anisodes semicompleta Walker, 1861
- Anisodes sordidata (Warren, 1896)
- Anisodes sticta (Turner, 1941)
- Anisodes subroseata (Walker, [1863])
- Anisodes turneri Prout, 1920
- Anisodes urcearia Guenée, 1857